# Фудзівара Каору (манґака)
Фудзівара Каору (яп. 藤原 薫, латиніз. Fujiwara Kaoru) — японський манґака нової генерації, жіночої статі у жанрі джьосей. Народилася 5 квітня 1978 року. Малює манга за жанрами психологія, драма і філософія.

## Твори автора
- Shikou Shounen (1994)
- Kendai Renai (1996)
- Omae ga Senkai o Kowashitai nara (1999)
- Mikashi no Hanashi (2001)
- Door To Heaven (2001)
- Rakuen (2003)
- Fetish (2004)
- Sono Saki no Fuukei (2010)
- Yoru no Sakana (2018)